# 法阿马他伊

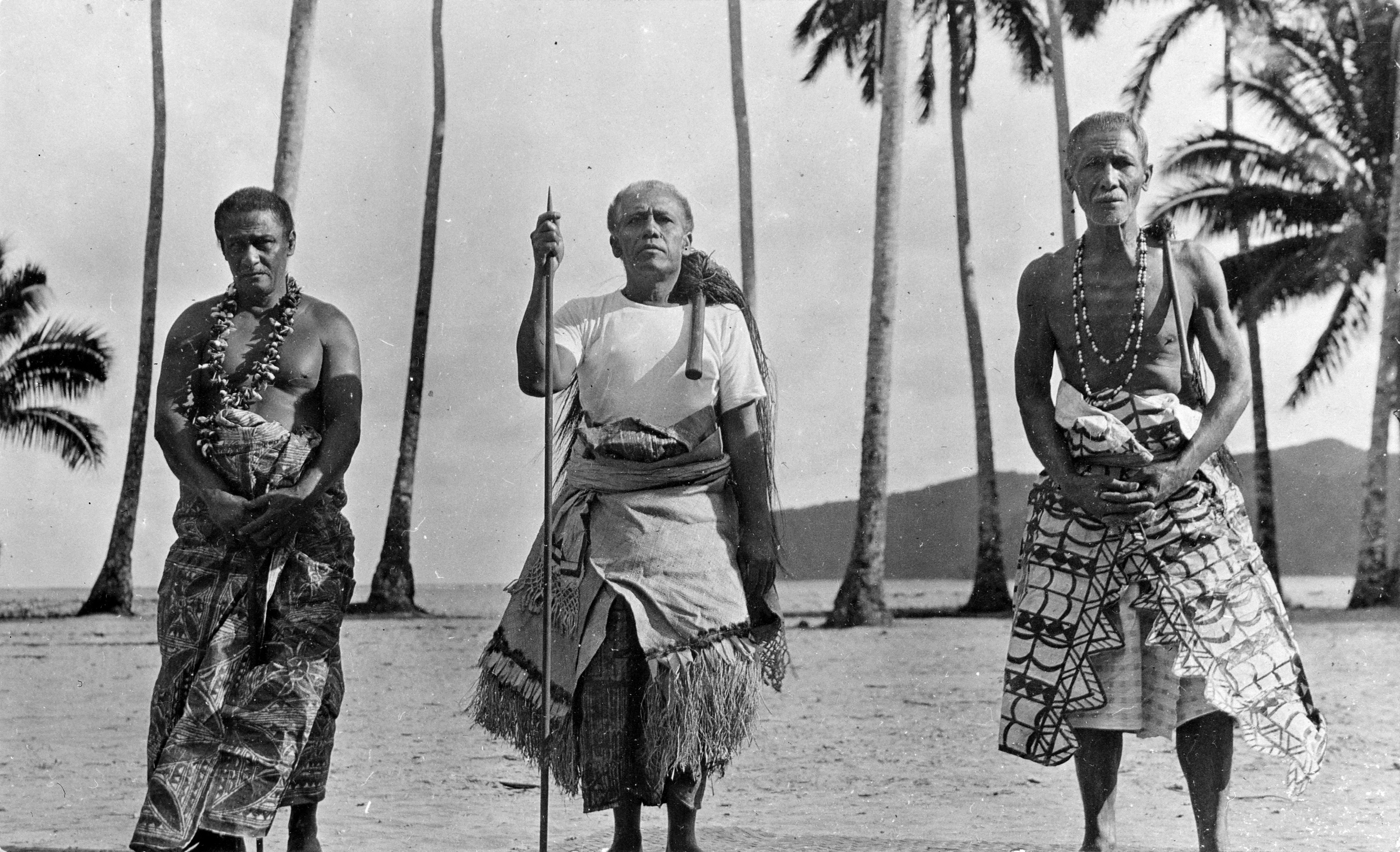
三位酋长，其中两位年长者肩上披着演说酋长的象征——“伊-罗伊”（用有机编织绳制成的马尾巴，带有木柄）。中央的长者手持演说用的木杖“托托”，身着“艾耶·托卡”，一种精致的席子。另两位则穿着有图案设计的塔帕布。

法阿马他伊是萨摩亚的酋长系统，为萨摩亚社会组织的中心。它是萨摩亚群岛（包括萨摩亚和美属萨摩亚）的传统治理形式。该术语由前缀“法阿”（faʻa，意为“以……的方式”）和“马他伊”（matai，家族名或头衔）组成。
在该系统中，“马他伊”是核心，他们是家族首领头衔的持有者，负责照顾他们的家庭。该系统是萨摩亚文化中治理和生活方式“法阿萨摩亚”的关键。它关注大家庭（“艾卡”）的福祉以及家庭财产的保护，其中最重要的是习惯土地。萨摩亚约81%（567000英亩）的土地属于习惯土地，其余土地由国家政府作为公共土地管理，还有4%为自由持有。
该系统的顶端是4个最高级别头衔的持有者——图普阿·塔马塞塞、马列托亚、马塔阿法和图伊马莱阿利法诺，统称“塔马阿伊加”（意为“家族之子”），这些头衔赋予他们对萨摩亚王族的领导权。所有萨摩亚国家元首均来自“塔马阿伊加”。此外，这4位最高酋长通常还被授予“帕帕”头衔——这些头衔表示对特定领土或亲属网络的主权或领导权；这些头衔包括图伊阿图阿、图伊阿纳、高塔伊特雷和瓦埃塔马索阿利。目前，图伊阿图阿头衔由前萨摩亚总理和国家元首图伊阿图阿·图普阿·塔马塞塞·埃菲持有，高塔伊特雷头衔由《萨摩亚观察家》报的所有者萨维亚·萨诺·马利法持有，其他两个“帕帕”头衔没有持有者。
萨摩亚立法大会的49个席位中，47个属于“马他伊”，只有2个席位保留给公民中的非萨摩亚人。
根据2006年萨摩亚人口普查，“马他伊”阶层的人数为15783，占总人口（180741）的8.7%；其中12589人（79.8%）为男性，3194人（20.2%）为女性。